# فرنهم كامن (باكينجهامشير)
فرنهم كامن (بالإنجليزية: Farnham Common)‏ هي قرية تقع في المملكة المتحدة في باكينجهامشير.

## أعلام
- ألمروث رايت
- ميكي براون
- فيك أرمسترونج
- تشارلز فينتر